# Caída de Acre
La Caída de Acre, también llamada Sitio de Acre, tuvo lugar en 1291 y resultó en la pérdida de la ciudad de Acre de manos cristianas. Es considerada una de las batallas más importantes del período, y frecuentemente es mencionada por los historiadores como el evento que marcó el fin de las Cruzadas. Cuando Acre cayó, los cruzados perdieron su última gran fortaleza en el Reino Cristiano de Jerusalén. Sin embargo, aún mantuvieron bajo su control una fortaleza, al norte, en la ciudad de Tartus (Siria), y realizaron varias incursiones costeras así como un intento de reconquista desde la pequeña isla de Arwad, que posteriormente perdieron también en 1302 en el Sitio de Arwad. Para entonces, los cruzados ya no poseían tierras, ciudades o fortalezas en Tierra Santa.

## Antecedentes
El principal punto de inflexión de las cruzadas fue en 1187, cuando después de la batalla de los Cuernos de Hattin, los cristianos perdieron Jerusalén contra las fuerzas de Saladino. La base de operaciones de los cruzados se desplazó entonces al norte, y fue instalada en Acre por los siguientes cien años. Las órdenes militares tenían sus cuarteles dentro o cerca de Acre, desde donde decidían en qué batallas debían luchar y en cuáles no. Por ejemplo, cuando los mongoles vinieron desde el Este, los cristianos los vieron como aliados potenciales, pero también mantuvieron una posición de cautelosa neutralidad con las fuerzas musulmanas de los mamelucos egipcios. En 1260, los comandantes de Acre permitieron a los mamelucos pasar por su territorio sin obstaculizarles el paso, para que lograran una victoria decisiva contra los mongoles en la crucial batalla de Ain Jalut, en Galilea.
Aun así, la mayoría de las relaciones con los mamelucos no eran tan cordiales. Después de la fundación del Sultanato mameluco en Egipto en el año de 1250, la destrucción de los territorios cruzados restantes era la única vía para lograr la paz. Después de la batalla de Ain Jalut, las fuerzas de los mamelucos comenzaron a atacar las posesiones cristianas, iniciando en 1261 y siendo comandadas por el sultán Baibars. En 1265 Cesarea y Arsuf cayeron ante el Sultán. Al año siguiente aconteció la pérdida de todas las ciudades importantes de Galilea. 1268 supuso un año negro para los cristianos de Oriente. Primero Baibars se apoderó de Jaffa y del castillo de Beaufort defendido por la Orden del Temple y después subió en dirección norte hacia Antioquía y le puso sitio. El día 18 de mayo las tropas del sultán abrieron brecha en las murallas por donde se colaron los mamelucos en tropel. La gran ciudad había perdurado por más de 160 años como capital franca y su gobernante Bohemundo VI vio su título rebajado a conde.
Para ayudar a reponer estas pérdidas, unas cuantas expediciones cruzadas dejaron Europa para marchar hacia el Este. La frustrada cruzada de Luis IX de Francia hacia Túnez en 1270 fue uno de estos intentos. La insignificante novena cruzada del príncipe Eduardo (posteriormente Eduardo I) de Inglaterra 1271-1272 fue otra. Ninguna de estas expediciones fue capaz de brindar apoyo alguno a los sitiados estados latinos. Las fuerzas expedicionarias eran muy pequeñas, la duración de las Cruzadas muy corta, los intereses de los participantes muy diversos como para dar cabida a algún éxito sólido.
El papa Gregorio X se esforzó en excitar el entusiasmo general para lograr otra gran cruzada, pero lo hizo en vano. El fracaso de su llamamiento fue atribuido por los consejeros del Papa a la holgazanería y a los vicios de la nobleza europea, además de a la corrupción de los clérigos. Pero una razón más básica para este fracaso parece haber sido la pérdida de la importancia del espíritu de las cruzadas. Por otro lado, el uso de permisos y privilegios de cruzada, por parte de los predecesores del papa Gregorio X, para reclutar ejércitos que lucharan contra los enemigos europeos del papado, no hizo sino desacreditar el movimiento entero.
En cualquier caso, y a pesar de los esfuerzos del papa, no se pudo lograr una cruzada de mayor importancia que las expediciones arriba descritas. Sin embargo, los ataques al Reino de Jerusalén no sólo continuaron, sino que aumentaron su frecuencia y contundencia. Lo mismo sucedió con las dificultades internas en lo que quedaba de los reinos latinos. Para 1276 la situación, tanto interna como externa, se había vuelto tan peligrosa que el rey de Jerusalén, Enrique II, se había retirado de Palestina para irse a vivir a la isla de Chipre. La desesperada situación del reino cristiano empeoró. En 1278 cayó Laodicea. Y en 1289, se perdió Trípoli.

## Esfuerzos defensivos

La ciudad de San Juan de Acre en 1291.

Los esfuerzos francos fueron retomados para firmar una alianza franco-mongola entre Europa y los mongoles, siendo con el líder mongol Arghun particularmente proactivos. Con Acre en gran peligro, el papa Nicolás IV proclamó una cruzada y negoció términos con Arghun, Haitón II de Armenia, los jacobitas, los coptos y los gregorianos. El 5 de enero de 1291 el papa dirigió un discurso a todos los cristianos para salvar la Tierra Santa y los predicadores comenzaron a reunir cristianos que siguieran a Eduardo I en una cruzada. Sin embargo, todos estos intentos de montar una ofensiva combinada eran muy pequeños y muy tardíos. En sus cartas a los gobernantes occidentales, Arghun se comprometió a realizar una ofensiva en el invierno de 1290, con planes de estar en Damasco en la primavera de 1291:

Bajo el poder del eterno cielo, el mensaje del gran rey, Arghun, al rey de Francia..., decía: He aceptado la palabra que vuestra merced ha enviado por medio de los mensajeros bajo Saymer Sagura (Bar Sauma), diciendo que si los guerreros del kan invaden Egipto vuestra merced les apoyará. Nos os ofrecemos también nuestro apoyo yendo allí para el fin del invierno del año del Tigre (1290), adorando el cielo, y estableciéndonos en Damasco a la primavera siguiente (1291).

Carta de Arghun a Felipe el Hermoso, 1289, Archivos Reales de Francia.

A pesar de todo, Arghun estaba moribundo y murió el 10 de marzo de 1291, poniendo fin a sus esfuerzos en favor de un plan conjunto.

### Apoyo europeo
Consecutivo a la caída de Trípoli, el rey Enrique II de Chipre envió a su senescal, Juan de Grailly, hacia Europa para conseguir monarcas europeos que ofrecieran ayuda a la crítica situación en Levante. Juan se entrevistó con el papa Nicolás IV, quien compartió sus preocupaciones y escribió una carta a las potencias europeas instándolas a tomar cartas en el asunto concerniente a la Tierra Santa. Sin embargo la mayoría estaban tan preocupados por la cuestión del papa de organizar una cruzada, como lo estaba el rey Eduardo I, quien tenía problemas en sus tierras.
Sólo un pequeño ejército de campesinos y pueblerinos desempleados y sin entrenamiento militar, provenientes de Toscana y Lombardía, se unieron a la causa. Fueron transportados en veinte galeras venecianas. A la cabeza de este grupo iba Nicolás Tiepolo, el hijo del Dogo, que contó con la asistencia de Juan de Grailly y Roux de Sully. Mientras viajaban hacia el Este, la flota se unió a siete galeras del rey Jaime II de Aragón, que deseaba ayudar a pesar de sus conflictos con el papa y la República de Venecia.

### Masacre de musulmanes
La tregua firmada por Enrique y Qalawun había restablecido en Acre un poco de confianza. Lo que produjo una reanudación del comercio. En el verano de 1290 los mercaderes de Damasco empezaron a enviar de nuevo sus caravanas a las ciudades francas de la costa. Aquel año se recogió una buena cosecha en Galilea y los campesinos musulmanes abarrotaron con sus productos los mercados de Acre.
En agosto, en plena prosperidad, llegaron los cruzados italianos. Desde que arribaron fueron un problema para las autoridades. Eran desordenados, borrachos y pendencieros y sus jefes, que no les podían pagar con regularidad, tenían escaso control sobre ellos. Los recién llegados alegaron que habían ido a luchar contra el infiel y por lo tanto comenzaron a atacar a los mercaderes, a los campesinos y a los ciudadanos musulmanes de Acre.
Según narra Amin Maalouf:

Poco después de la llegada de los italianos comienzan los problemas. Asaltan por las calles a unos mercaderes damascenos, los desvalijan y los dejan por muertos. Las autoridades consiguen restablecer el orden a duras penas pero, a finales de agosto, la situación se agrava. Tras un banquete acompañado de copiosas libaciones, los recién llegados se dispersan por las calles, acosan y luego degüellan sin piedad a todo aquel que lleva barba. Tanto cristianos como musulmanes resultan muertos.

Otras fuentes indican que un mercader musulmán había seducido a una dama cristiana cuyo esposo, al enterarse, llamó a sus amigos para vengarse. De repente, la turba cristiana se precipitó por las calles de la ciudad y los suburbios matando a todo musulmán que encontrarán. Lo que comenzó como carnicería terminó en batalla, pues muchos musulmanes se defendieron desde sus azoteas con rudimentarias armas. Los caballeros de las órdenes estaban horrorizados ante la carnicería pero todo lo que pudieron hacer fue salvaguardar a algunos musulmanes en sus castillos y arrestar a los cabecillas.
Estas muertes le dieron al sultán mameluco, Qalawun, el pretexto que necesitaba para atacar la ciudad. Qalawun pidió que los culpables de la masacre le fueran entregados de manera que él pudiera aplicar justicia. Después de ciertas discusiones acerca de la posibilidad de encerrar a las masas asesinas en las cárceles de Acre, idea propuesta por Guillermo de Beaujeu, el Concilio de Acre finalmente rehusó entregar a nadie Qalawun y en su lugar argumentaron que la culpa la tuvieron los musulmanes puesto que, según el Concilio, estos habían intentado sublevarse.
A pesar de que una tregua de diez años había sido firmada en 1289, Qalawun consideró que la tregua había sido rota tras la masacre de musulmanes. En octubre, Qalawun ordenó una movilización general.

## Preparativos bélicos
Aun así, el sultán murió en noviembre de 1290. Sin embargo, rápidamente fue sucedido por su hijo Jalil, quien había jurado a su padre, en el lecho de muerte, terminar la empresa que él dejó inconclusa. Sin tiempo que perder se puso a la cabeza de las tropas y reinició la marcha, capturando a su paso las caravanas que llevaban suministros y ayuda para Acre. Durante la marcha se presentaron varias escaramuzas con patrullas de templarios que vigilaban la zona, cuyos integrantes fueron hechos prisioneros. Mientras el ejército marchaba, Jalil escribió al gran maestre del Temple, Guillermo de Beaujeu advirtiéndole que reconquistaría Acre para el Islam.
Dentro de los muros, los Maestres del Temple, Guillermo de Beaujeu y del Hospital Jean de Villiers, habían hecho venir a sus mariscales Pedro de Sevrey (que había reemplazado a Godofredo de Vendac como Mariscal de la Orden) y Mateo de Clermont y habían reunido todas sus tropas disponibles. También estaba presente el recién nombrado Maestre de la Orden de los caballeros teutónicos, Conrado Feuchtwangen, y había traído consigo muchos caballeros de Europa. El rey Enrique II que había sido coronado en Chipre en 1285 y reconocido como señor del reino de Jerusalén el 15 de agosto de 1286, envió un contingente al mando de su hermano Amalarico. El rey de Francia mantenía tropas en la ciudad desde la época de Luis IX al mando de Juan de Grailly y el rey inglés también envió algunos caballeros mandados por Otón de Grandson.

## Fuerzas contendientes y preparación de la batalla
Algunas fuentes cristianas (cuyas cifras son exorbitantes) afirman que Jalil tenía bajo su mando 60 000 soldados de infantería y unos 20 000 de caballería, que junto a las 72 eficaces catapultas (algunas fuentes indican 100 catapultas) demostraron ser muy superiores a las defensas de la ciudad: 14 000 soldados a pie y 800 caballeros, a éstos se le suman 2000 hombres que zarparon desde Chipre comandados por el rey Enrique II. Se estima que la población de Acre en la época oscilaba entre los 30 000 o 40 000 habitantes.
La Ciudad Real de San Juan de Acre estaba situada de espaldas al mar Mediterráneo, rodeada de agua por el sur, por el este y por el oeste, formaba una pequeña península y dominaba la bahía que llevaba su nombre. Tenía una doble fila de murallas y doce torres que habían sido reforzadas hacía poco. En la parte norte se encontraba el barrio de Montmusart y, al sur de éste, la muralla torcía bruscamente en dirección oeste y formaba un ángulo recto bajando en dirección sur hasta encontrar el mar. Todo este saliente era dominado por la Barbacana del Rey Hugo. El castillo del rey, ocupado por la Orden del Hospital, estaba situado delante del barrio de Montmusart y pegado a la muralla interior.
Acre sólo tenía tres puertas terrestres, la de Maupas en el norte dando acceso al Montmusart, la de San Antonio en la parte central junto al castillo y la de San Nicolás en la sección este. El Consejo de Acre determinó que la parte central de la muralla era la más vulnerable a pesar de contar con las torres de la Condesa de Blois (cuya construcción fue pagada por Alicia de Bretaña, condesa viuda de Blois), Inglesa (financiada con oro del rey Eduardo I), del Rey Enrique (construida por Enrique II de Chipre), la torre Maldita y la barbacana del rey Hugo donde se estableció la defensa de las tropas enviadas por el rey Enrique.
El 5 de abril, al amanecer, el ejército musulmán fue divisado por los guardias de la muralla norte. Los soldados se prepararon y todos los campesinos de villas cercanas se establecieron intramuros. Los mamelucos por su parte hicieron lo mismo, montaron sus tiendas frente a los muros de la ciudad y construyeron las máquinas de asedio, de las cuales destacaban dos. La una llamada "La Victoriosa" (construida por el ejército de Hama) y la otra llamada "La Furiosa" (construida por los hombres de Damasco) y muchos mandroneles ligeros de un tipo muy eficaz llamados "Bueyes Negros".
Arriba, en el norte de Montmusart, ocupándose de la puerta de Maupas, se organizó la Orden del Temple y frente a estos, el ejército de Hama al mando de su señor Al-Malik. Después del Templo y hasta la Torre de San Antonio, se situó la Orden del Hospital enfrentándose al ejército de Damasco mandado por Ruk ad-Din Toqsu.
En la sección central de las murallas se hallaban los hombres del Rey, comandados por su hermano Amalarico, y apoyados desde la Torre Maldita por los caballeros teutónicos, bajo el mando de Konrad von Feuchtwangen. A la derecha se hallaban los caballeros franceses e ingleses, comandados por Juan de Grailly y Otón de Grandson, después las tropas de venecianos y pisanos y por último las de la Comuna de Acre. Las tropas del sultán se hallaban acampadas a todo lo largo de la sección oriental de la muralla (desde la puerta de San Antonio hasta el mar). El sultán mismo tenía montada su tienda frente a la torre del Legado, no muy lejos de la costa.

## Asedio
Para los cristianos estaba claro, debían negociar y si no podían preservar la ciudad al menos podían obtener salvoconducto a tierras cristianas, por esto, fue enviada al campamento musulmán una embajada para negociar la paz, sin embargo el Sultán, antes de dejarles entrar les preguntó si traían las llaves de la ciudad, ante la negativa de los emisarios, Jalil se negó a negociar; solo aceptaría la rendición incondicional de la ciudad.
El 7 de abril el asedio comenzó, según narran diversas fuentes, los gritos de guerra de los soldados que participaron en el ataque inicial fueron acompañados por el batir de los tambores y el sonar de las trompetas. Las numerosas catapultas comenzaron a lanzar rocas sobre los muros de la ciudad, destruyendo casas, templos y calles. Simultáneamente, una lluvia de flechas incendiarias, saetas y jabalinas, se alzó desde el campamento enemigo, provocando estragos en la población y prendiendo con fuego los tejados de paja o madera.
8 días después, el 15 de abril, los templarios y hospitalarios que se hallaban acuartelados en Montmusard, al norte de Acre, mandados por el gran maestre, Guillermo de Beaujeu, intentaron un ataque nocturno por sorpresa contra el ejército mameluco, específicamente contra los campamentos de los ejércitos de Hama y Damasco, con el fin de destruir sus máquinas de guerra. Inicialmente, el elemento sorpresa funcionó como se esperaba pero, a lo largo de las siguientes horas, las fuerzas cristianas se vieron obligadas a retirarse.
Las operaciones que los zapadores musulmanes llevaban a cabo por debajo de los muros habían avanzado con rapidez extraordinaria, y se encontraban casi debajo de la barbacana del rey Hugo, corriendo dicha edificación el riesgo de venirse abajo, por lo que poco tiempo después, la barbacana, justo delante de la Torre del Rey Enrique, hubo de ser abandonada y durante la semana siguiente, los zapadores del sultán minaron las torres Inglesa y de la Condesa de Blois. Toda la muralla exterior se derrumbaba ante el bombardeo incesante de las catapultas y los mandrones del sultán.
El 15 de mayo, las fuerzas de Jalil atacaron la puerta de san Antonio, situada junto al castillo, siendo, inicialmente, rechazados por defensores templarios y hospitalarios tras un duro enfrentamiento. No obstante, tres días más tarde, las fuerzas mamelucas atacaron de nuevo la entrada.

## Los sarracenos entran a Acre
El día 18, las tropas del Sultán abrieron brecha en la Torre Maldita, por donde irrumpieron los mamelucos rechazando a los defensores hasta muralla interior. El Temple y el Hospital tuvieron que acudir a reforzar el sector, pues en el suyo, la presión de los ejércitos de Hama y Damasco era mucho menos fuerte. Sin embargo toda la zona estaba perdida, pues más al sur, Otón de Grandsdon había cedido ante el empuje atacante y había perdido la torre de san Nicolás.
Antes de entrar y repitiendo la táctica intimidatoria inicial, Jalil ordenó el asalto acompañado de un importante número de tambores, trompetas y timbales. Eficaces arqueros preparaban el camino a la primera línea de atacantes compuesta por escuadrones suicidas. Montones de musulmanes ya corrían por la ciudad.
Para empeorar las cosas, el mismo día sucedió lo siguiente: Estando el Gran Maestre del Temple, Guillermo de Beaujeu, liderando la defensa cerca de la muralla en el sector de la Torre Maldita, se le vio repentinamente arrojar la espada y alejarse del combate hacia el interior de la ciudad, sus caballeros le reprocharon su cobardía. Pero Beaujeu respondió:

Je ne m'enfuit pas; je suis mort. Voici le coup.

Que traducido quiere decir: «No estoy huyendo, estoy muerto, aquí está la flecha», y simultáneamente alzó el brazo dejando ver la mortal herida que había recibido en un costado, bajo la axila. Entonces sus caballeros lo transportaron por una de las poternas de la muralla del Montmusard, a una casa del barrio, cerca de la puerta de san Antonio. Donde más tarde, tanto él, como Mateo de Clermont, mariscal del Hospital, murieron. Los caballeros del Temple, transportando los cuerpos de ambos, se pusieron bajo las órdenes del Mariscal de la Orden Pierre de Sevry, quién ordenó la retirada hacia la fortaleza templaria, en el sur de la ciudad, cerca del puerto.
Al enterarse de esto, el maestre del Hospital decidió retirase también, para que, tanto hospitalarios como templarios resistieran juntos en la fortaleza del Temple, sin embargo, en la retirada fue alcanzado entre los omóplatos por una lanza y, contra su voluntad, embarcado por sus hombres. Lo mismo hicieron Otón de Grandsdon y el rey Enrique junto a su hermano Amalarico.
Al enterarse de la noticia de que los jefes cristianos huían y la ciudad de Acre estaba irremediablemente perdida, el miedo se contagió a la aterrorizada población que huyó presa de pánico hacia los muelles intentando caóticamente encontrar sitio en los pocos barcos disponibles. Como los habitantes de Acre eran muchos y los barcos tan pocos, no había suficiente lugar para todos, algunos fueron literalmente abordados y sobrepasados por el excesivo peso de las atemorizadas gentes.
Semejante caos lo describe Jean de Villiers en una carta que escribió en su lecho de muerte:

Ellos [los musulmanes] entraron en la ciudad desde todos los frentes temprano en la mañana y en fuerza de hombres muy numerosa. Nosotros y nuestra orden les hicimos guerra en la puerta de san Antonio, donde había tantos sarracenos que no podía uno contarlos. Aun así, los rechazamos tres veces tan lejos como hasta el lugar llamado «Maldito». Y en esa acción y otras pelearon los hermanos de nuestra Orden en defensa de la ciudad y de sus vidas y de su país. Poco a poco perdimos todo el castillo de nuestra Orden, que es muy merecido de orar en él y que está muy cerca de la Santa Iglesia, y luego les llegó el fin. Entre ellos mi querido amigo y hermano Mateo de Clermont, nuestro mariscal, resultó muerto. Era noble y esforzado y sabía muchas cosas de armas y guerra. ¡Que Dios lo tenga en su gracia! Ese mismo día el Maestre del Temple también murió de una herida mortal de jabalina. ¡Que Dios tenga piedad de su alma!

Ese día yo mismo luché contra la muerte debido a una herida que me provocó un jabalinazo entre los hombros, una herida que hace que la redacción de esta carta sea una tarea muy difícil. Mientras tanto una gran multitud de sarracenos entraba en la ciudad por todos nuestros flancos, por tierra y agua, moviéndose a lo largo de los muros, que estaban todos perforados y rotos, hasta que llegaron a nuestros refugios. Nuestros sargentos, los muchachos, los mercenarios, los cruzados y todos los otros desistieron de toda esperanza y corrieron raudos hacia los barcos, deshaciéndose de sus armas y armaduras. Nosotros y nuestros hermanos, la mayoría de los cuales habían sido heridos de muerte o se hallaban gravemente lesionados, resistimos tanto como pudimos, Dios es testigo. Y algunos de nosotros yacíamos como si estuviéramos medio muertos, estábamos muy pálidos y desmayándonos pero luchando contra nuestros enemigos, nuestros sargentos y nuestros pajes jóvenes me transportaron, mortalmente herido, mientras nuestros otros hermanos se retiraban, y gran peligro corrían. Y hasta aquí yo y otros hermanos escapamos, como Dios quiso, muchos de los cuales estábamos heridos y maltrechos sin esperanza de cura, y fuimos llevados a la isla de Chipre. En el día en que esta carta es escrita nosotros seguimos aquí, en gran pena de nuestro corazón y prisioneros de un dolor insoportable.

## Última resistencia
Jalil había conseguido reconquistar la mayor parte de Acre, únicamente la fortaleza templaria situada de espaldas al mar en el extremo sur de la ciudad, se mantuvo en pie. Alrededor de doscientos caballeros templarios se habían refugiado tras sus muros defendiendo a varios cientos de civiles. Tras varios días de bombardeo, el sultán, viendo la determinación de los defensores, les ofreció la posibilidad de embarcarse sin ser molestados y envió un destacamento para controlar los preparativos.
El 25 de mayo, Pedro de Sevry, comandante de los templarios, se avino a la rendición con la única condición de obtener salvoconductos hacia Chipre para los caballeros y refugiados civiles. Emisarios musulmanes entraron y procedieron a izar la bandera del Islam, en cuyo acto, mujeres y niños insultaron con fiereza a los mamelucos, respondiendo estos de manera semejante, los templarios en un intento por calmar los ánimos los separaron arma en mano, pero los mamelucos desconfiaron y desenfundaron sus cimitarras igualmente, la riña comenzó y tras minutos de combate, la disputa se saldó con la muerte de los mamelucos egipcios y el posterior cierre de las puertas de la fortaleza, reiniciando de esta manera las hostilidades.
Esa misma noche, el comandante Thibaud Gaudin (quien se convertiría en el próximo Gran Maestre) consiguió poner velas hacia Sidón al aparo de la oscuridad llevándose, según se cuenta, el tesoro templario, algunas sagradas reliquias, una pequeña fuerza de caballeros y unos pocos civiles.
Al día siguiente, 26 de mayo, el sultán volvió a ofrecer las mismas condiciones a los defensores, ante esta tentativa, Pedro de Sevry, el Mariscal de la Orden, no tuvo más remedio que salir de la fortaleza, acompañado por un pequeño séquito de caballeros para negociar la rendición. Cuando fue recibido por los musulmanes, él y su escolta, bajo la atenta mirada de quienes se quedaron dentro del castillo, fueron arrestados. No hubo más ofertas por parte del Sultán para que se produjera una evacuación pacífica y los templarios que habían permanecido dentro de la fortaleza, exhaustos, heridos y sin suministros, decidieron seguir defendiendo la guarnición, pues no tenían otra opción. Todavía continuaron peleando durísimamente durante dos días y consiguieron rechazar varios ataques mamelucos.
Sin embargo, en la noche del 28 de mayo, los zapadores mamelucos que habían procedido a minar los muros de la fortaleza, abrieron, con ayuda de explosivos y combustible, una brecha, permitiendo la entrada de 2000 mamelucos. Pero al pasar los enemigos por la brecha, el edificio se vino abajo matando a defensores y atacantes sin distinción. Los templarios que no fueron aplastados por las rocas que se desplomaron siguieron luchando toda la noche y parte de la madrugada del día 29, sin embargo, fueron derrotados por la superioridad numérica de los invasores.
Al mismo tiempo que se derrumbaba el castillo templario, el puerto era cubierto con escombros para evitar un desembarco que tuviera por objetivo recapturar la ciudad.
En cuestión de meses, las ciudades restantes en poder de los cruzados cayeron con facilidad, incluyendo Sidón (14 de julio), Jaffa (30 de julio), Beirut (31 de julio), Tortosa (3 de agosto) y Atlit (14 de agosto). Solamente la pequeña isla de Arwad, o Ruad, en las cercanías de Tortosa pudo ser mantenida hasta 1302.
En total, el asedio de Acre duró solo seis semanas, comenzando el 6 de abril y terminando con la caída de la ciudad el 18 de mayo, aun así, los templarios aguantaron en sus cuarteles hasta el día 28 del mismo mes.

## Consecuencias
La caída de Acre acabó con una era. Ninguna cruzada efectiva se organizó con el fin de recapturar Tierra Santa tras la caída de Acre, sin embargo, hablar de cruzadas posteriores era muy común. En 1291, otros ideales habían capturado el interés y entusiasmo de los monarcas y nobles de Europa y aunque el papado realizó enérgicos esfuerzos para levantar expediciones que liberaran la Tierra Santa, estos tuvieron poco impacto. El ideal de la cruzada estaba irremediablemente oxidado.
El reino latino continuó existiendo, teóricamente, en la isla de Chipre. Ahí los reyes latinos tramaron y planearon recapturar la tierra firme, aunque en vano. Dinero, hombres, y la voluntad para hacer la tarea estaban todos escasos. Un último esfuerzo fue realizado por el rey Pedro I de Chipre en 1365, cuando él exitosamente desembarcó en Egipto y saqueó Alejandría. Una vez que la ciudad fue presa del pillaje saqueo y del asesinato de musulmanes, los cruzados regresaron lo más rápido posible a Chipre para dividirse el botín. Como Cruzada, el episodio fue completamente infructuoso.
El siglo XIV vio algunas expediciones erróneamente llamadas cruzadas, pero estas empresas diferían de muchas maneras de las expediciones de los siglos  XI y XII. Las cruzadas del siglo XIV tenían como objetivo no la recaptura de Jerusalén, sino más bien la vigilancia del avance de los turcos otomanos sobre Europa. Mientras que muchos de los cruzados en este siglo XIV abogaban por la derrota de los otomanos como meta preliminar para recapturar la Tierra Santa, ninguna de estas expediciones tuvo por objetivo un ataque directo hacia Siria o Palestina.